# 神田紺屋町

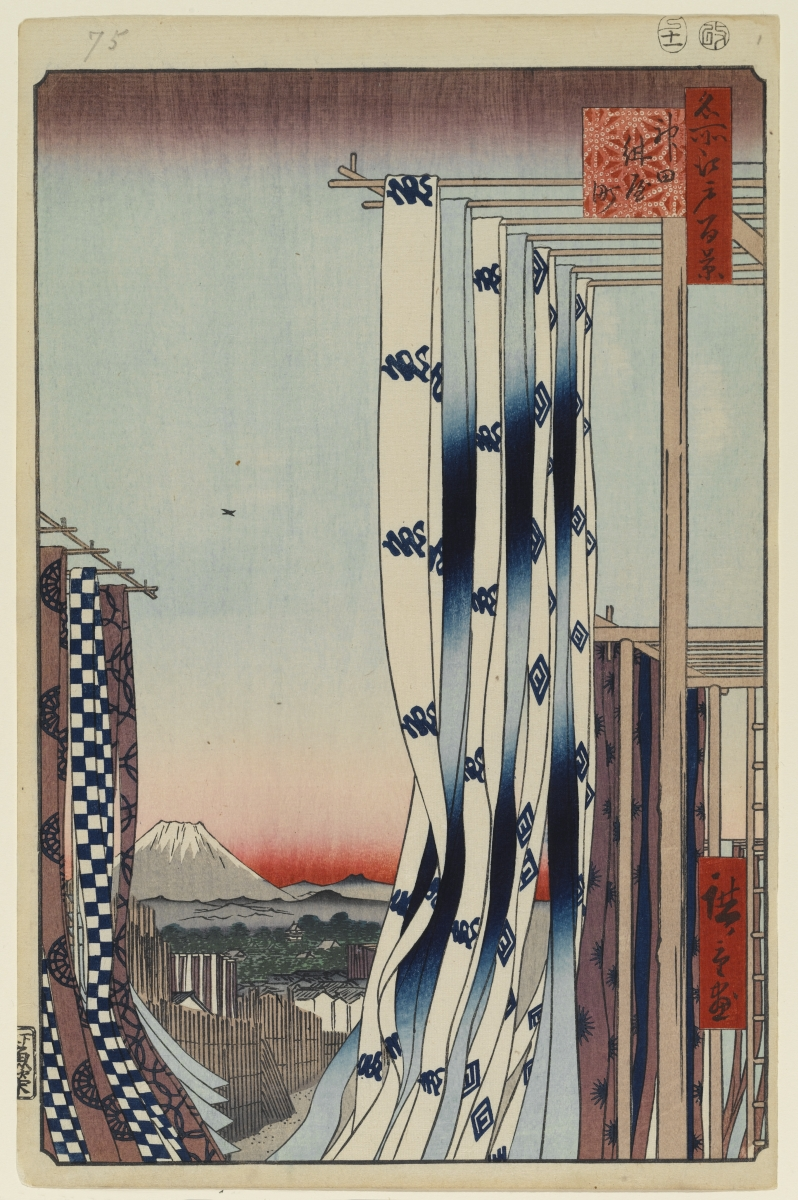
廣重「名所江戶百景」，當時的神田紺屋町。當地聚集許多紺屋（染色業者）而得名，圖中景色在當時十分常見。町内有條藍染川（あいぞめがわ），常用來漂白。

神田紺屋町（日语：／ Kanda-konyachō */?）是東京都千代田區的町名。2013年8月1日為止的人口有124人。郵遞區號是101-0035。

## 地理
神田紺屋町分為南北兩區，中間為神田北乘物町。兩區距離約50公尺。

### 神田紺屋町南部
位於東京都千代田區東北部。北鄰神田北乘物町，東北接神田東紺屋町，東與岩本町以昭和通為界，南與神田西福田町以神田金物通為界，西連鍛冶町。

### 神田紺屋町北部
位於東京都千代田區東北部。北鄰神田富山町，東接神田東松下町、神田東紺屋町，南臨神田北乘物町，西連鍛冶町。
兩區皆為神田站東口的商業區的一部分，多辦公大樓與商店。

## 歷史
最早神田紺屋町只有南部地區，1719年江戶幕府為了町的防火而命令命令一部分居民移往神田北乘物町北部居住，形成現在的南北兩區。

### 地名由來
此地為紺屋頭土屋五郎右衛門所支配的町。五郎右衛門旗下的染色匠居住於此，因而稱「紺屋町」。

## 交通
神田紺屋町沒有車站，可利用西邊的神田站、南邊的總武快速線新日本橋站、北邊的都營新宿線岩本町站。

## 設施
- 興產信用金庫（日语：興産信用金庫）本店（北部）
- Ascend神田紺屋町（アセンド神田紺屋町）（南部）
- 神田系統大樓（神田システムビル）（南部）

## 備註
1. ↑  千代田区ホームページ - 町丁別世帯数および人口（住民基本台帳）：平成25年8月1日現在 的存檔，存档日期2013-10-27.
2. ↑  .   [2013-08-15]. （原始内容存档于2020-10-19）.